# Kohila
Kohila är en ort i Estland. Den ligger i Kohila kommun i landskapet Raplamaa, i den västra delen av landet, 30 km söder om huvudstaden Tallinn. Kohila ligger 58 meter över havet och antalet invånare är 3 355.
Terrängen runt Kohila är mycket platt. Runt Kohila är det glesbefolkat, med 10 invånare per kvadratkilometer. Närmaste större samhälle är Rapla, 18,0 km söder om Kohila. I omgivningarna runt Kohila växer i huvudsak blandskog.

## Sport
Kohila VK har ett damlag som blivit estländska mästare flera gånger.